# Concejo de la Mesta

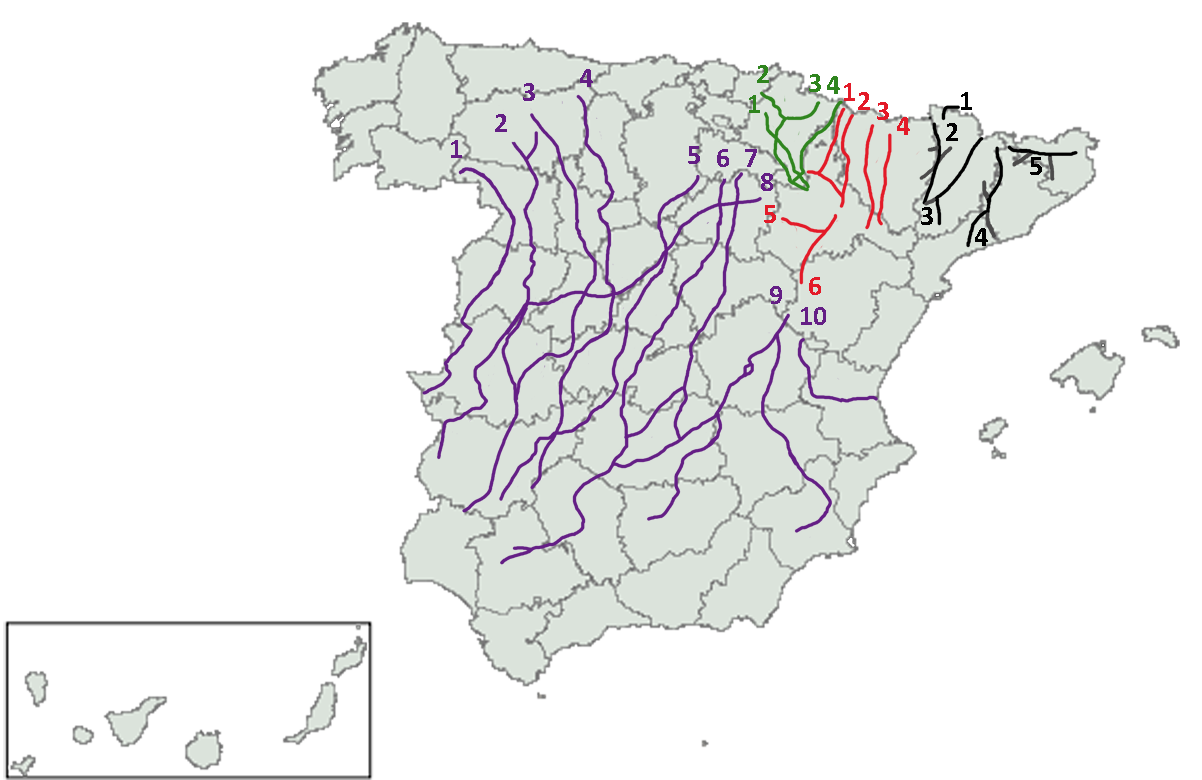
Hlavní trasy pastevců na Pyrenejském poloostrově

Honrado Concejo de la Mesta (Počestná rada Mesty) byla profesní organizace pastevců ovcí plemene merino ve středověké a raně novověké Kastilii. Založil ji v roce 1273 svým výnosem král Alfons X. Kastilský, zrušena byla v roce 1836. Název pochází z latinského výrazu mixta, smíšený, protože jednotliví vlastníci dobytka vytvářeli velká společná stáda doprovázená ozbrojenými jezdci na koních. Příslušníci Mesty hnali svá stáda na zimní pastvu po pravidelných cestách zvaných cañadas do oblastí na jihu, získaných v průběhu reconquisty a převážně vylidněných. Španělsko se díky tomu stalo hlavním vývozcem ovčí vlny a v 16. století se odhaduje počet ovcí v zemi na tři miliony kusů. Mesta získala značný politický vliv a vlastníci ovcí si dokázali prosadit řadu výsad: byli zproštěni vojenské služby, měli vlastní soudy, nemuseli platit mýto, dokonce zemědělci nesměli ohrazovat své pozemky, aby nepřekáželi postupu stád. Privilegia Mesty však postupně vedla k úpadku zemědělství a zaostávání celé jednostranně orientované ekonomiky, činnost pastevců také způsobila rozsáhlé odlesnění španělského vnitrozemí. Podle Mesty dostalo název psí plemeno španělský mastin a kůň mustang.